# 中國石油女子羽球隊
中國石油女子羽球隊是由中國石油於1989年成立的女子羽球隊，曾為臺灣的四大球團之一，1998年球隊解散。

## 歷史
臺灣羽球發展早期因器材昂貴，主要運動人口多以軍中及公家機關為主:121。由於中國石油為大型國營事業，公司康樂活動中包含羽球，在羽球隊成立前即有員工在全國錦標賽、全國團體賽獲得佳績:114。

### 成立
1976年，中國石油曾經研擬成立羽球隊，因此延攬當時正在就讀高中，後來奪得第二屆臺北國際羽球名人邀請賽（現台北羽球公開賽）男雙冠軍的劉漢嘉加入，但當時並未成立羽球隊。1984年，25歲的劉漢嘉退役，進入中油工作。1989年，時任中油總經理關永實在臺灣羽球之父吳文達建議之下成立女子羽球隊，協助臺灣培養羽球風氣與實力，並由劉漢嘉擔任教練。
中油女子羽球隊成立後，與土地銀行、合作金庫、台灣電力同為當時臺灣四大球團，也打破台電獨霸臺灣女子羽壇的局面:110–112:76–77。旗下許多選手為1990年代臺灣羽壇女子主力:77，多次在全國賽事獲得佳績，其中徐育鈴、陳曉莉、蔡慧敏與陳儷今的女雙組合曾在世界大學生羽毛球錦標賽奪冠，黃嘉琪曾在2000年奧運羽球比賽晉級女子單打八強。

### 解散
中油因運動獎助經費預算有限而陸續解散旗下球隊，中國石油女子羽球隊最終於1998年解散。

### 現今
2002年，中油成立「獎助菁英運動員諮議委員會」，使用有限經費贊助易奪牌項目、具備潛力的運動員，其中簡毓瑾、戴資穎、李佳馨、李佳豪等羽球運動員都曾接受贊助，中油也因此多次獲中華民國教育部頒發體育推手獎贊助類金質獎。